# Парк імені Лепорського
Парк імені Лепорського — парк в Лівобережному районі міста Маріуполь.

## Історія та сучасність
Парк було засновано 1953 року. Радянський парк із літнім кінотеатром занепадав за часів політико-економічної кризи СРСР. У буремні 1990-і роки місту було не до справ парку. 2012 року з ініціативи місцевих мешканців розпочали ремонтно-відновлювальні роботи.
Проектні роботи (і пошуки концепції парку, і робочі проекти) виконала «Архітектурна майстерня ЛЕМ». Кошторис проекту становив понад 10.000.000 гривень. Тому роботи в парку імені Лепорського проводили в декілька етапів. Так, грошові вкладення в побудову нового дитячого майданчика 2013 року сягнули 250.000 гривень. На черзі на ремонт або відновлення — підпірна стіна, паркові туалети, сходи, вимостка паркових стежок та освітлення. Нові майданчики отримали вже велосипедисти та скейтбордисти.
На околиці парку побудовано новий житловий комплекс. Дістатися парку можна трамваями та маршрутними автівками.

## Галерея

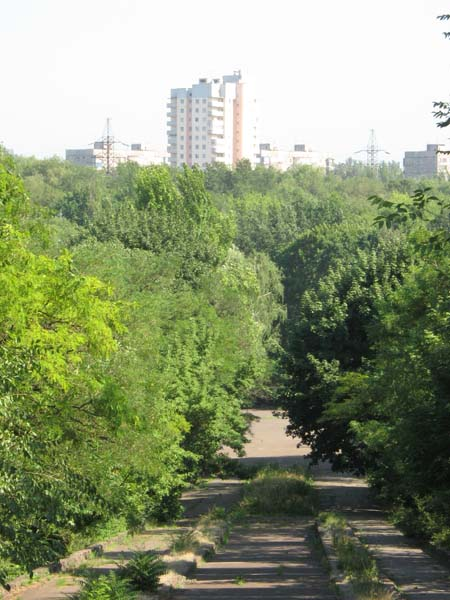
Ділянка в парку
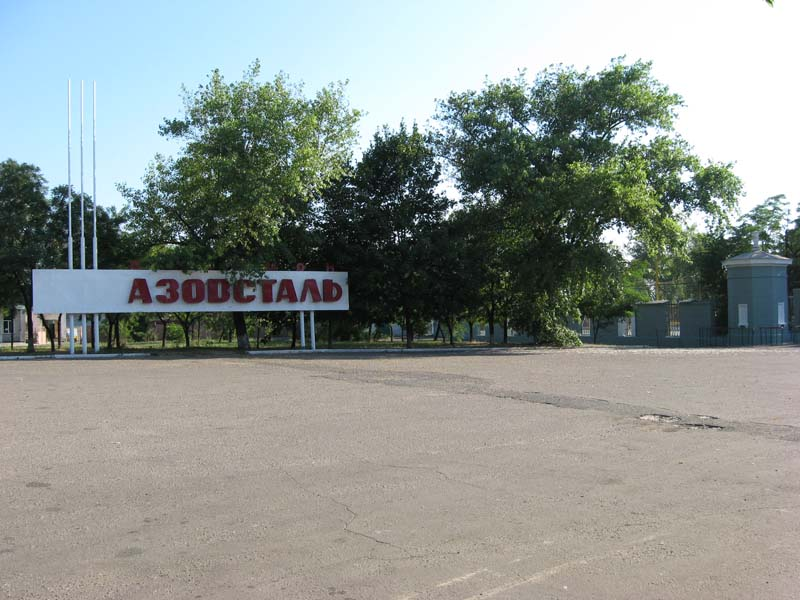
Вхід до парку
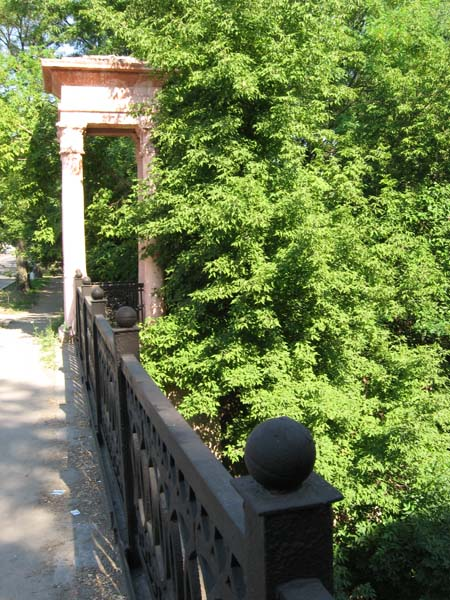
Міст в парку.  Проспект Перемоги